# Natters
Natters je obec v Rakousku ve spolkové zemi Tyrolsko v okrese Innsbruck-venkov.
V obci žije 2087přibližně 2 100 obyvatel.
První písemná zmínka pochází z roku 1138. Farní kostel svatého Michaela byl vysvěcen v roce 1451. Císař Maxmilián I. Habsburský zde zřídil svou letní rezidenci. Nedaleko se nachází jezero Natterer See, využívané k rekreaci. Sídlí zde klinika zaměřená na léčbu plicích chorob. S Innsbruckem obec spojuje železnice Stubaitalbahn.

## Geografie
Obec leží pět kilometrů jihozápadně od Innsbrucku na nízké plošině v nadmořské výšce 783 m n. m.
Z celkové plochy 733 ha připadá 403 ha na lesní porost, 232 ha je zemědělsky využíváno, 59 ha je zastavěná a zahradní plocha, pět hektarů je vodní plocha (potoky, řeka Sill, jezero a bažina) a 34 ha připadá na silnice a železnici.
Natters sousedí s obcemi Innsbruck, Mutters a Götzens.

## Znak
Blason: V modrém poli září žluté slunce uprostřed nad odstupňovaným černým cimbuřím.
Znak byl obci udělen 20. listopadu 1972. Mluvící erb symbolizuje bývalý hrad Sonnenburg, který byl známým a často zmiňovaným soudním sídlem. Hrad Sonnenburg stál na kopci Sonnenburger ve výšce 744 m n. m., který byl zbořen při stavbě brenerské dálnice A 13 (sjezd na dálnici Innsbruck-Süd).